# 約瑟芬·科克倫

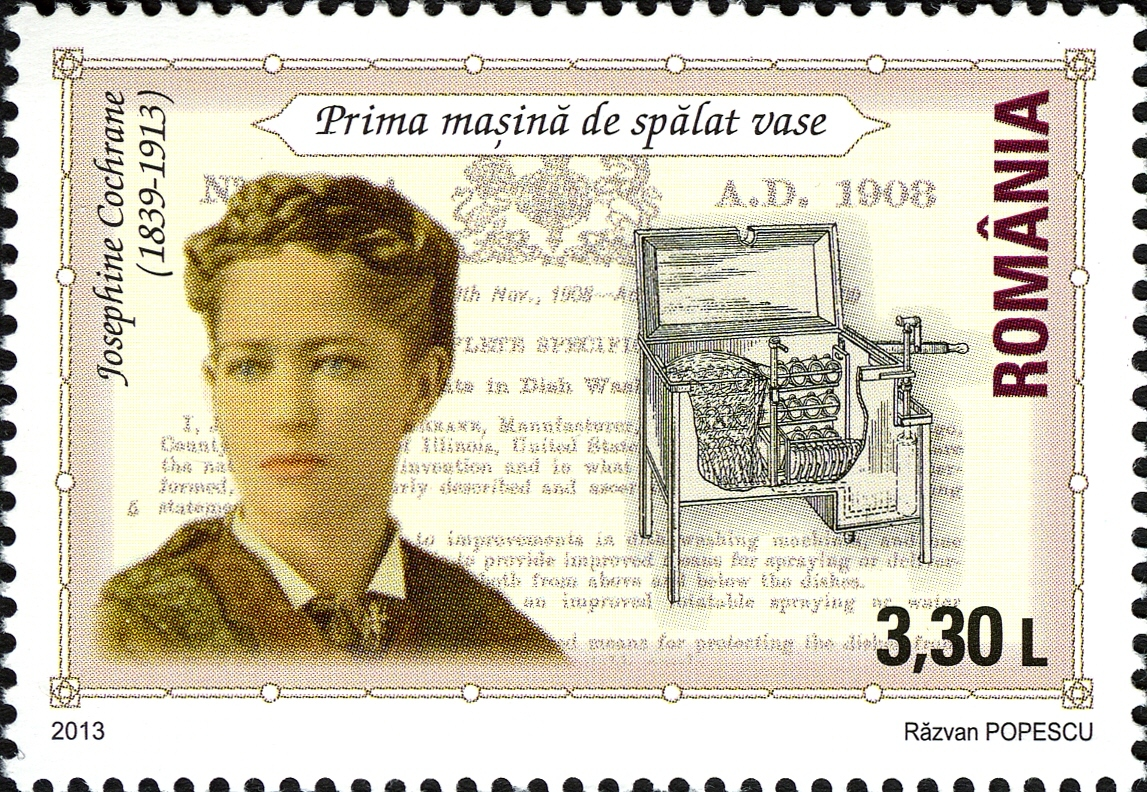
羅馬尼亞的郵票，2013年

約瑟芬·加里斯·科克倫（英語：Josephine Garis Cochran，科克倫是夫姓），（1839年3月8日—1913年8月14日），美國女發明家，和技工喬治·巴特斯（英語：George Butters）共同製作了商用自動洗碗機，2006年，約瑟芬獲選進入全美發明家名人堂（英語：National Inventors Hall of Fame）。

## 生平
約瑟芬生於俄亥俄州阿士塔布拉縣 ，生長於印第安那州瓦爾帕萊索。
父親是土木工程師約翰·加里斯（英語：John Garis），母親是艾琳·菲奇·加里斯（英語：Irene Fitch Garis），家裡還有一個姊妹艾琳·加里斯·蘭森（英語：Irene Garis Ransom）。外祖父約翰·菲奇是一位發明家，曾獲得蒸汽船專利。
1858年10月13日，約瑟芬和威廉·科克倫（英語：William Cochran）結婚。前一年，威廉雖然參與了加州淘金熱卻失望而返，轉而成為一個富裕的乾貨商人暨民主黨的政治家。兩人育有一子一女，兒子名為赫理·科克倫（英語：Hallie Cochran），於2歲時去世；女兒名為凱瑟琳·科克倫（英語：Katharine Cochran）。
1913年8月14日，約瑟芬逝世於伊利諾州芝加哥，據傳死因為中風或疲勞，葬於伊利諾州謝爾比維爾格倫伍德公墓（Glenwood Cemetery）。

## 科克倫發明的自動洗碗機
1870年，科克倫一家遷入一座豪宅，在宅邸中舉辦晚宴時使用的都是17世紀的傳家寶瓷器，有一次僕人們不小心打破盤子後，約瑟芬開始尋找更保險的替代方法來清洗盤子。她也打算為疲憊的家庭主婦減輕飯後洗碗的負擔，上述兩者就成了約瑟芬研發自動洗碗機的動機。
雖然在約瑟芬之前，已有發明家發明並洗碗機並嘗試上市，
1850年，喬爾·霍頓（英語：Joel Houghton）設計了手搖試泡碗機，
1860年代，L·A·亞歷山大（英語：L. A. Alexander）將結構改為齒輪轉動，以期讓盤子放進一桶水的桶內架子上後可以旋轉，但是這些設備都缺乏實效。
約瑟芬設計了她最初的洗碗機，由首間洗碗機工廠的技工喬治·巴特斯幫忙製作出來。為了製造這台機器，她先測量了餐具尺寸，建造內置電線隔間，每個隔間都經過各別設計以容納杯盤。隔間位於一個平放在銅鍋內的輪子內，馬達會驅動輪子，熱的肥皂水會從鍋爐底部噴到碗盤上。該款洗碗機首創利用水壓清洗碗盤，有別於用洗刷設計的洗碗機。
1886年12月28日，約瑟芬取得了專利，1893年，她在芝加哥哥倫布紀念博覽會展出此一發明，不久就湧入了訂單，1897年，洗碗機工廠加里斯—科克倫（英語：Garis-Cochran）開始生產製造洗碗機。

## 外部連結
- 在Find a Grave上的約瑟芬·科克倫